# Dūljīn
Dūljīn (persiska: دولجين, تولون, دولَجين) är en ort i Iran.   Den ligger i provinsen Zanjan, i den nordvästra delen av landet, 280 km väster om huvudstaden Teheran. Dūljīn ligger 1 743 meter över havet och antalet invånare är 349.
Terrängen runt Dūljīn är platt åt nordost, men åt sydväst är den kuperad.Runt Dūljīn är det ganska glesbefolkat, med 34 invånare per kvadratkilometer. Närmaste större samhälle är Sojās, 12,2 km öster om Dūljīn. Trakten runt Dūljīn består i huvudsak av gräsmarker.